# Tarsus American College

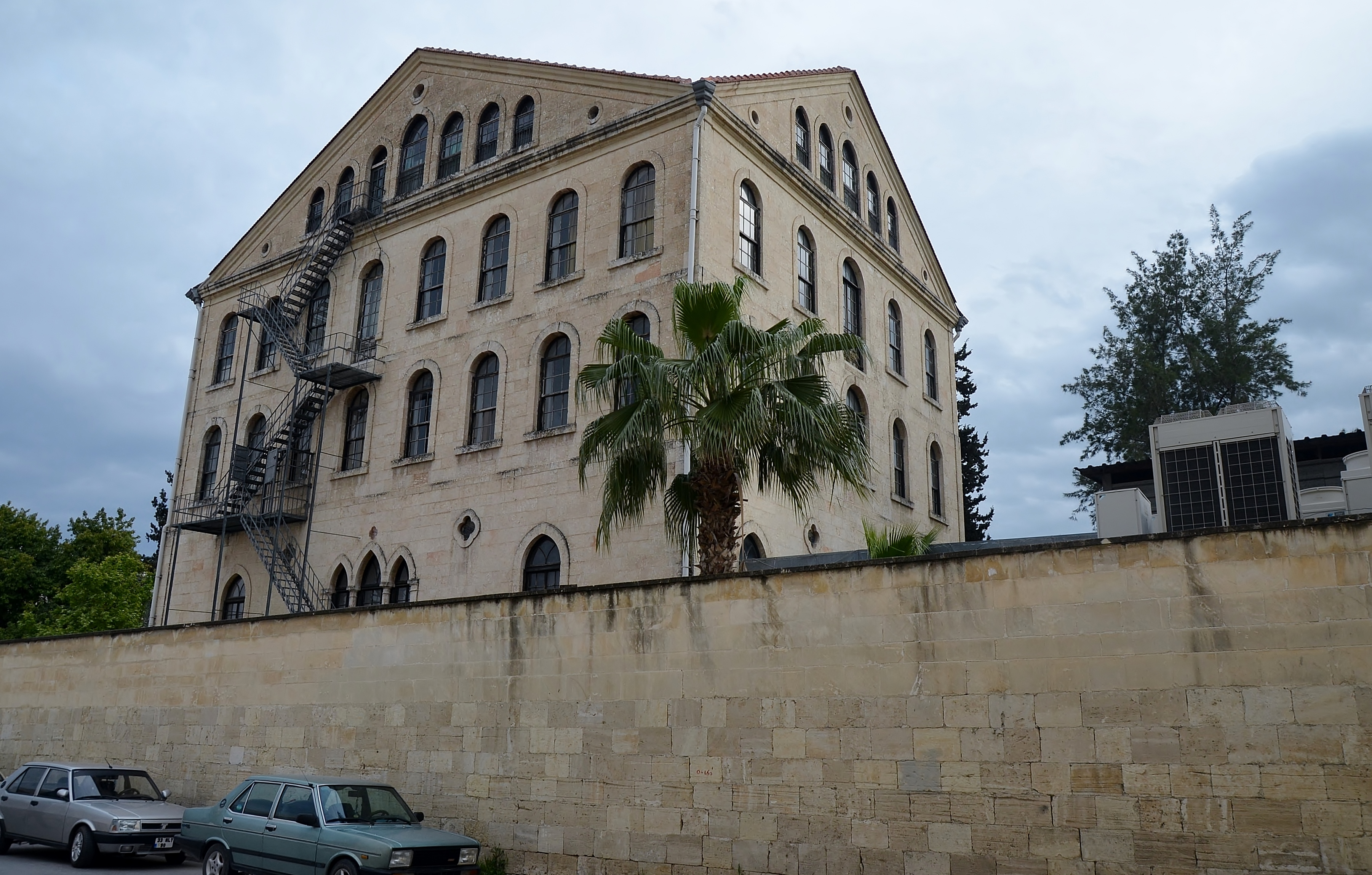

Tarsus American College, aussi connu sous le nom de Özel Tarsus Amerikan Koleji, en abrégé TAC, est un lycée de Turquie de renommée internationale.[réf. nécessaire]
Fondé en 1888, il  est un des plus anciens du pays.